# Cabo Verde en los Juegos Paralímpicos de Pekín 2008
Cabo Verde estuvo representado en los Juegos Paralímpicos de Pekín 2008 por una deportista femenina. El equipo paralímpico caboverdiano no obtuvo ninguna medalla en estos Juegos.